# Chorebus gyrinus
Chorebus gyrinus är en stekelart som först beskrevs av Marshall 1895.  Chorebus gyrinus ingår i släktet Chorebus och familjen bracksteklar. Inga underarter finns listade i Catalogue of Life.